# Guilderton (Australia Occidental)
Guilderton es una pequeña ciudad costera al norte de Perth, en Australia Occidental, en la desembocadura del río Moore, en la Comarca de Gingin.
Fue inicialmente conocida como Gabbadah, término aborigen que significa "trago de agua", hasta su proclamación como ciudad en 1951. La boca del río se abre y se cierra regularmente dependiendo de las estaciones, alternando entre una laguna cerrada y en un estuario.
La ciudad es un popular destino de vacaciones para los habitantes de Perth, que habitualmente se refieren a ella como Moore River.

## Historia
La zona ha sido utilizada como lugar de acampada y esparcimiento desde 1905, cuando los habitantes de las inmediaciones de Gingin solicitaron que se abriera un camino en la zona. Fue declarada como área recreativa en 1907.
En 1931, se encontraron 40 florines de plata del siglo XVII (guilder, en inglés) en las dunas cercanas a la entrada de Moore River - de ahí el nombre de Guilderton. Se cree que las monedas eran parte de los restos del naufragio de un barco holandés, el Vergulde Draeck (Dragón Dorado), que había chocado contra un arrecife al norte de la desembocadura, cerca de Ledge Point, en 1656.
La zona fue utilizada por el ejército durante la II Guerra Mundial como zona de descanso y esparcimiento y como base para las patrullas ecuestres de la playa.
El municipio quedó oficialmente establecido el 28 de noviembre de 1951 con el nombre de Guilderton; hasta entonces, la zona era conocida localmente como Moore River.
En 1983, el Departamento Federal de Transporte construyó un faro en el Wreck Point, cerca de la boca del río, con un coste de $240,000 dólares australianos. Este fue el último faro de estilo torre de ladrillo construido en Australia.